# Tren Buenos Aires - Misiones
El Tren Buenos Aires - Misiones fue una línea de ferrocarril  sobre el ramal del Ferrocarril General Urquiza de la empresa Trenes de Buenos Aires. La conexión ferroviaria de pasajeros fue inaugurada el mismo día que clausuraron el servicio que operaba Trenes Especiales Argentinos, habiendo funcionado entre 2003 y 2011 entre las ciudades de Buenos Aires y Posadas. El tren realizó su primer viaje con pasajeros el 23 de septiembre de 2011 partiendo desde la Estación Pilar en Argentina y con destino final en Paso de los Toros, Uruguay.El primer viaje e inauguración del servicio fue realizada por la secretaría de transporte de la nación el día 16 de diciembre de forma precaria.
Sin embargo el servicio volvió suspenderse en mayo de 2012 tras la quita de la concesión de las líneas Mitre y Sarmiento del Área Metropolitana de Buenos Aires.

## Recorrido
Entre sus terminales, Pilar y Posadas, el tren realiza escalas en las estaciones argentinas de Zárate, Carbó, Urdinarrain, Basavilbaso, Villaguay Este, San Salvador, Concordia Central, Chajarí, Monte Caseros, Paso de los Libres, La Cruz, Alvear, Santo Tomé, Virasoro y Apóstoles después era continuado por servicio de Ómnibus. la Estación Miguel Lanús fue la única de la provincia de misiones en no tener servicio de Ómnibus, entre otras El proyecto, por parte de la Argentina propone unir Buenos Aires y Asunción (Paraguay) en etapas posteriores.
Desde la Estación Apostoles hasta la Estación Posadas el servicio es continuado en ómnibus.